# Daap hyut cam mui
Daap hyut cam mui (em cantonês: 踏血尋梅) é um filme policial hong-konguês de 2015 dirigido, editado e escrito por Philip Yung. Foi selecionado como representante de seu país ao Oscar de melhor filme estrangeiro em 2017.

## Elenco
- Aaron Kwok - Detetive Chong
- Elaine Jin - May
- Patrick Tam - Smoky
- Jessie Li - Wong Kai-mui/Wang Jiamei
- Michael Ning - Ting Chi-chung
- Jackie Cai - Mo-yung
- Maggie Shiu - Superintendente
- Eddie Chan - Policial
- Hatou Yeung - Flora
- Ellen Li - Wang Jiali